# Dimitar Dimitrov Gospodinov
Pour les articles homonymes, voir Dimitar Dimitrov.
Dimitar Dimitrov Gospodinov (né le 20 février 1974) est un coureur cycliste bulgare. Champion de Bulgarie sur route et du contre-la-montre en 2000, il a représenté la Bulgarie lors de la course sur route des Jeux olympiques de 2004. Il a également gagné le Tour de Turquie en 1996, le Tour de Bulgarie en 2001 et 2002.

## Palmarès
- 1996
  - Tour de Turquie
- 2000
  -  Champion de Bulgarie du contre-la-montre
  -  Champion de Bulgarie sur route
- 2001
  - Tour de l'Enclave
  - 1re et 2e étapes de la Transversale des As de l'Ain
  - Tour de Bulgarie
  - 2e du Trophée des Alpes de la Mer
  - 2e du Grand Prix de Chardonnay
  - 2e du Grand Prix de Cannes
  - 3e du Grand Prix de Saint-Étienne Loire
- 2002
  - Grand Prix de Saint-Étienne Loire
  - Ronde vénitienne
  - Tour de Bulgarie
  - Tour du Canton de Châteaumeillant
  - 2e du Grand Prix de Saint-Symphorien-sur-Coise
  - 2e du Souvenir Thierry-Ferrari
  - 3e du Grand Prix de Vougy
  - 3e du Grand Prix Mathias Nomblot
- 2003
  - Grand Prix de Saint-Étienne Loire
  - 2e du Grand Prix de Buxerolles
  - 2e des Boucles du Sud Ardèche
- 2004
  - Ronde des Vosges
  - 2e du Grand Prix de Chardonnay
  - 2e des Trois Jours de Cherbourg
  - 3e du Grand Prix de Saint-Symphorien-sur-Coise
- 2006
  - 5e étape b du Tour de Bulgarie (contre-la-montre par équipes)
  - 2e du Tour de Roumanie

## Classements mondiaux
| Année           | 2006   |
| --------------- | ------ |
| UCI Europe Tour | 1 329e |